# Leskovics Gábor
Leskovics Gábor (Szigetszentmiklós, 1966. június 17. –) művésznevén Lecsó, magyar zenész, énekes.

## Pályafutása
Szülővárosában él. A Kolos Richárd Műszaki Szakközépiskolában végzett elektronikai műszerész szakon. Gitáron, szájharmonikán és billentyűs hangszeren játszik.
1998-ban házasodott össze a Pál Utcai Fiúk énekesnőjével, Potondi Anikóval. Lányuk, Enikő 1996-ban született, neki írták Angyal című dalukat. 2016-ban elváltak.

## Együttesei
- Pál Utcai Fiúk: alapító tag – ének, gitár
- Kiscsillag: alapító tag – ének, gitár, zongora, szájharmonika
- Kispál és a Borz: volt vendég (a zenekar utolsó éveiben “állandó vendégként” szinte már tagnak számított)
- Üllői Úti Fuck: volt vendég (1997-től)

## Egyéb szereplései
- John Lennon emlékest – beatles.dev zenekarral (Gödör, 2005. november 27.)
- Roxiget fesztivál zsűrije (Zelenák Tiborral, Árki Attilával, Hrutka Róberttel együtt). (2005)
- „Egy szál gitárral” (Gödör, 2006. március 27.)